# Fredrik Sjöshult
Fredrik Carl Johan Sjöshult, född 17 april 1975 i Finspång, är en svensk journalist, verksam som kriminalkrönikör och reporter på Expressen, tidigare på Dagens Industri. Sjöshult tilldelades 2006 "Per Wendels pris till årets nyhetsjournalist".
I slutfasen av valrörelsen 2006 publicerade Sjöshult i Dagens Industri en artikel om hur anställda vid Folkpartiets kansli olovligen loggat in på Socialdemokraternas intranät SAPnet och där tagit del av hemlig information som bland annat rört Socialdemokraternas valstrategi. Avslöjandet ledde till en inrikespolitisk skandal och flera avhopp från folkpartiets högsta ledning, däribland partisekreteraren Johan Jakobsson och presschefen Niki Westerberg.
Sjöshult har tidigare arbetat på Radio Kronoberg, Kvällsposten, Expressen, Stockholm News, Strix och Stockholm City och har publicerat en rad avslöjande texter om bland annat nynazism och finanshärvor. Han har bevakat allt från fotbolls-VM till Tsunamikatastrofen på plats. 
Sjöshult jobbar sedan 2010 på Expressen.